# Henri Lafont
Pour les articles homonymes, voir Lafont.
Ne doit pas être confondu avec Henri Lafond ou Henry Lafont.
Henri Chamberlin, dit Henri Lafont, né dans le 13e arrondissement de Paris le 22 avril 1902 et mort fusillé au fort de Montrouge à Arcueil le 26 décembre 1944, est un repris de justice et un collaborateur français qui, durant la Seconde Guerre mondiale, fut le chef de la Gestapo française (la « Carlingue ») sous l’occupation allemande. Il incarne la collusion entre la pègre française et les autorités nazies pendant l'Occupation, tant pour le pillage de richesses, la persécution et la spoliation des juifs, que pour la traque et la torture de résistants français.

## Jeunesse
Henri Louis Chamberlin grandit dans un milieu populaire, son père étant ouvrier clicheur et sa mère journalière. Son père meurt en 1908, quand il a six ans, et sa mère en 1912. Livré à lui-même, il traîne souvent dans le quartier des Halles à Paris, et exerce de nombreux métiers, de manœuvre à coursier.
En 1919, il est condamné à la maison de correction jusqu'à sa majorité pour vol de bicyclette. À sa sortie, il est incorporé au 39e régiment de tirailleurs algériens. Rendu à la vie civile deux ans plus tard, il est condamné en correctionnelle à deux ans de prison, assortis de dix ans d'interdiction de séjour, pour le recel d'une automobile volée. Il se marie à la maison d'arrêt de la ville d'Aix-en-Provence le 26 avril 1926 à Rebecchi Arzia, avec qui il aura deux enfants, Pierre et Henriette.
À sa sortie de prison, il se fixe à Saint-Jean-de-Maurienne où il trouve un emploi. À la suite d'un vol de 2 000 francs dans la caisse du magasin qui l'emploie, il est envoyé au bagne de Cayenne, d'où il s'évade. Il change de nom à plusieurs reprises (Norman, puis Lafont).

## Seconde Guerre mondiale

### Emploi à Paris et arrestation
Au début de 1940, Chamberlin est gérant d’un garage Simca à la porte des Lilas à Paris sous le nom d'Henri Lafont où il noue quelques contacts avec des policiers. En mars, il réussit à devenir gérant du mess de l’Amicale de la préfecture de police. Il cherche à s'engager dans l'armée, et manque de se faire arrêter. Il s'engage alors dans la brigade des « volontaires de la mort » peu regardante sur le passé des recrutés, laquelle est toutefois dissoute deux mois plus tard. Il est arrêté à Paris pour insoumission (désertion). En juin 1940, il est emprisonné à la prison du Cherche-Midi, puis, à la suite de l'avancée de la Wehrmacht, au camp de Cepoy. C'est là qu'il rencontre deux espions allemands et un Suisse, internés à la déclaration de guerre, avec lesquels il s'évade.

### Espionnage et police pour les Allemands
Chamberlin rejoint Paris, désormais occupé, avec ses compagnons d'évasion et se fait promptement recruter par ces derniers, tous trois membres de l'Abwehr.
Lafont dira plus tard à l’un de ses avocats :« Au début, cette histoire d’Allemands ne me plaisait guère. Si les gars d’en face, les Résistants, m’avaient proposé quelque chose, je l’aurais fait. Il n’y a pas de doute. Et je n’aurais pas fait de cadeaux aux fritz ! Seulement voilà, à l’époque, des résistants, j’en ai pas connu, j’en ai pas vu la couleur. Je ne savais même pas ce que c’était. C’est à cela que tient le destin d’un homme : un petit hasard, une histoire d’aiguillage. Ou alors c’est la fatalité ! »[réf. nécessaire]
Il est installé par l'agent Max Stocklin, rue Tiquetonne dans un bureau d’achats pour le compte de la Wehrmacht, officine chargée de s'approprier des richesses françaises, doublée d'une basse police. Il achète toutes sortes de produits, des vêtements aux meubles en passant par les denrées alimentaires. Un second bureau s'ouvre rue Cadet et un troisième rue du Faubourg-Saint-Antoine. Il joue les utilités et se fait remarquer par Hermann Brandl, agent spécial de l'Abwehr, et par le capitaine Wilhem Radecke de la Wehrmacht. Il déménage deux fois pour finalement s’installer au 93, rue Lauriston. Avant-guerre, l’immeuble est la propriété de Mme Weinberg.
Lafont prend l'initiative, dès juillet 1940, d'aller recruter vingt-sept malfrats, en compagnie de Radecke à la prison de Fresnes. Le colonel Reile, supérieur de Brandl et Radecke, ordonne l'arrestation de Lafont en apprenant la libération des détenus.
Radecke prévient Lafont et lui propose de retrouver l'un des chefs de la résistance antinazie, le Belge Lambrecht recherché par l'Abwehr, dont la capture lui vaudrait la faveur des autorités allemandes. Lafont arrête Lambrecht en zone libre et, aidé par Robert dit « le fantassin », de Hirbes dit « la rigole » et Estebéteguy dit « Adrien la main froide » ou « Adrien le Basque » (qui finira ses jours dans les chaudières du docteur Petiot), le ramène à Paris au siège de la Gestapo, dans le coffre de sa voiture, pieds et poings liés. Là, il le torture de ses propres mains. Le résultat aboutit au démantèlement du réseau de contre-espionnage belge à la suite de l'arrestation de 600 personnes.
Lafont intègre la police allemande sous le matricule 6474 R.
Sa bande se compose d'une centaine de permanents sur lesquels il règne en maître et qui bénéficie d'une impunité quasi-totale. Il instaure un système de sanctions pour ceux qui feraient des écarts aux règles édictées, allant de la simple amende jusqu'à la peine de mort. La bande est composée de gangsters et autres malfrats, mais aussi de policiers véreux, dont le plus connu, l'ancien « premier policier de France » Pierre Bonny, devient le second de Lafont.

### Échec à Alger
Vers la fin de l'année 1940, Hermann Brandl demande à Lafont de faire passer un agent de liaison en Afrique du Nord pour y installer un émetteur clandestin en communication avec les services allemands. Lafont s'installe avec son équipe au cap Doumia près d'Alger. Mais deux des complices sont arrêtés par la police et la mission échoue. Lafont est condamné à mort par contumace.

### Pillage et tortures
Les Allemands utilisent la bande Bonny-Lafont pour tenter de mater la Résistance, et elle s'y révèle redoutablement efficace. La pratique de la torture pendant les interrogatoires est monnaie courante : arrachage des ongles, limage des dents, nerf de bœuf, coup de poing, de pied, brûlure à la cigarette ou à la lampe à souder, mais aussi le supplice de la baignoire, de l’électricité, etc.
Les hommes de la bande auraient aussi perpétré des assassinats commandités par les Allemands.
En 1942, la « carlingue » passe sous l’autorité de la Gestapo. Lafont se démène pour plaire à ses nouveaux supérieurs, notamment en offrant une somptueuse Bentley comme cadeau de mariage à Helmut Knochen, adjoint de Heydrich chargé d’implanter la police secrète en France. Début 1942, il s'entend avec le Devisenschutzkommando (DSK) (Détachement pour la mise en sûreté des devises), installé au 5, rue Pillet-Will, qui est chargé des devises et de la lutte - très lucrative - contre le marché noir. Dans les trafics, il obtient jusqu’à 20 % de commission.
Sa méthode est de s’introduire dans la bonne société, de mettre en confiance ses interlocuteurs, de se concentrer sur les personnes ayant des ennuis et désireuses de cacher de l’argent en Suisse ou d’obtenir des laissez-passer. Lors du rendez-vous, les membres de l’équipe sortent leur carte de police allemande ou française et accaparent les devises, or, meubles à des prix bradés. Quand il s’agit d’un juif, tout lui est confisqué, puis il est emmené au SD de l’avenue Foch. De nombreux cambriolages sont également perpétrés, sous couvert de « perquisitions ». Les trésors s’accumulent rue Lauriston ; un jour de décembre 1942, Lafont partage le butin de l’ancienne ambassade américaine, composé de vaisselle de luxe, avec les principaux chefs allemands de Paris.
Lafont mène la grande vie, jouissant de voir des gens importants lui faire des demandes. Il organise beaucoup de soirées mondaines où il multiplie les contacts et devient incontournable grâce aux faveurs qu’il distribue. Pour distraire ses chefs, il les emmène dans les grands cabarets et établissements de nuit de la capitale dont le One-Two-Two. Ayant obtenu la nationalité allemande avec le grade de capitaine, il fait la tournée des établissements de nuit parisiens, que par ailleurs sa bande rackette, en uniforme allemand, ce qui déplait aux services de renseignement de la Wehrmacht.
Il y a beaucoup d’habitués du « 93 », comme le préfet de police Amédée Bussière, le journaliste Jean Luchaire, l’actrice Yvette Lebon et sa fille, ainsi que beaucoup de femmes appelées les « comtesses de la Gestapo ». Lafont tutoie Pierre Laval. Ses rapports avec d'autres collaborationnistes, comme Fernand de Brinon, sont plutôt mauvais.
En 1943, la bande inflige de lourdes pertes au réseau Défense de la France dont une soixantaine de membres sont arrêtés. Cependant, Défense de la France survit à ce coup dur. Parmi les personnes arrêtées se trouve Geneviève de Gaulle, nièce du général, arrêtée le 20 juillet 1943 par l’ancien inspecteur Bonny.
D’autres gestapistes parisiens ont existé, avec lesquels la bande Laffont-Bony est entrée en conflit pour le pouvoir : la « bande des Corses », la « Gestapo de Neuilly » dirigée par Frédéric Martin alias Rudy de Mérode, un temps associé avec Gédéon van Houten. La bande de Lafont, avec l'appui de la Gestapo allemande qui apprécie son efficacité particulière contre les réseaux de Résistance, parvient à les faire déporter.

### Brigade nord-africaine
Au début de l’année 1944, Henri Lafont se voit désormais en chef de guerre, propose et crée la Brigade nord-africaine, composée essentiellement d’hommes originaires d’Afrique du Nord, avec le nationaliste algérien Mohamed el-Maadi (ancien officier français membre de la Cagoule, groupe clandestin d’extrême droite). 
Portant l’uniforme milicien, la brigade prend part à des combats contre la résistance intérieure française du maquis du Limousin (trois sections participent aux combats, notamment à Tulle), où arrestations, pillages, vols et exactions se multiplient. À l'hôtel Saint-Martin de Tulle, aujourd'hui Comité départemental du tourisme, quai Aristide-Briand, la torture est générale envers les détenus et une véritable terreur règne dans la ville, peu après le massacre du 9 juin 1944, par la 2e division SS « Das Reich » sous le commandement de Heinz Lammerding, absent c'est le capitaine Aurel Kowatsch, le major Heinrich Wulf et le sergent Otto Hoff puis est demandé sans ménagement par un officier SS, membre de la Gestapo, du nom de Walter Schmald de faire le tri dans les otages en réponse à la libération de la ville par les maquis FTP de Corrèze, de Jacques Chapou. La brigade se rend ensuite dans le Périgord (une section) et exécute 52 otages à Mussidan et 23 à Sainte-Marie-de-Chignac, ou encore, dans une carrière désaffectée des environs de Brantôme, 26 otages dont le résistant Georges Dumas fusillés sous le commandement d’Alexandre Villaplane qui était à l'époque un footballeur connu. La légion aidera la Gestapo de Périgueux, menée par Michael Hambrecht et ses agents installé 1, place du théâtre et encore en Franche-Comté (une section). La légion est dissoute en juillet 1944 quand la troupe se disperse. Certains des anciens membres suivent Mohamed el-Maadi en Allemagne et d’autres rejoignent la SS Freies Indien Legion.

## Fin de la guerre

### Fuite et arrestation
En août 1944, les gens compromis dans la collaboration fuient Paris vers l’Allemagne, Sigmaringen, Baden-Baden, Steinhorst.
Lafont s’installe dans sa ferme des Baslins à Bazoches-sur-le-Betz dans le Loiret, laissant derrière lui les locaux de la rue Lauriston abandonnés, en demandant toutefois à Pierre Bonny de détruire les fichiers. Il est accompagné de sa maîtresse, de ses deux enfants ainsi que de Bonny et sa famille. Ils comptaient tous attendre que la situation redevienne normale pour ensuite fuir en Espagne et récupérer une partie du magot accumulé. Des FFI locaux, ignorant leur identité, réquisitionnent leurs voitures, une Bentley et une Jaguar.
Cet imprévu oblige Lafont à envoyer le fils de Bonny à Paris à bicyclette pour obtenir des voitures de Joseph Joanovici. Joanovici, dit « le chiffonnier milliardaire », fut agent du Komintern, de la Gestapo et soutien du mouvement de résistance Honneur de la Police. Il livre Lafont et sa bande à l’inspecteur Morin en lui indiquant la ferme. Le 30 août 1944 au matin, la ferme est encerclée et Lafont et ses acolytes sont arrêtés sans résistance. Cinq millions de francs en liquide, des bijoux, des armes et des papiers sont saisis.

### Procès et sentence

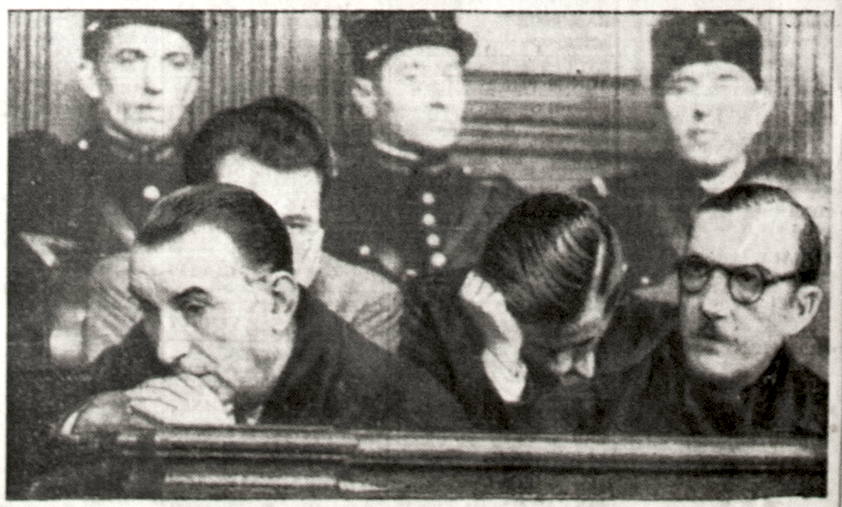
Henri Lafont à gauche au premier plan, à côté de Pierre Bonny, lors du verdict rendu le 11 décembre 1944, qui les condamne tous deux à mort.

Pierre Bonny et Henri Chamberlin dit Lafont, sont interrogés à la Conciergerie. Devant le magistrat instructeur, Pierre Bonny avoue tout et cite plus de mille noms impliqués dans « l’affaire de la rue Lauriston ». Un vent de panique se répand à Paris surtout après la révélation d’un marché noir de faux certificats de résistant.
Le procès commence le 1er décembre 1944 pour finir le 11 décembre. Quelques personnes témoignent en faveur de Lafont pour service rendu, y compris des résistants pour lesquels il aurait eu une indulgence ou dont il aurait sauvé un membre de la famille. La police retrouve à la ferme, dans un bac à linge sale, 2,5 millions de francs en petites coupures.
Ils sont tous les deux condamnés à mort. Lors du verdict, Pierre Bonny doit être soutenu par les gendarmes alors que Lafont a le sourire aux lèvres et est très détendu.
Le 26 décembre, au moment d’être fusillé au fort de Montrouge, Lafont adresse quelques mots à son avocate maître Drieu : « Je ne regrette rien, Madame, quatre années au milieu des orchidées, des dahlias et des Bentley, ça se paie ! J’ai vécu dix fois plus vite, voilà tout. Dites à mon fils qu’il ne faut jamais fréquenter les caves. Qu’il soit un homme comme son père ! ». Il est 9 h 50, Henri Chamberlin dit Lafont est attaché au poteau, la tête découverte et la cigarette aux lèvres.
Dans la biographie romancée qu'elle a consacrée à Marga, Comtesse de Palmyre, Marie-Cécile de Taillac rapporte qu'Henri Lafont (qui aurait été un temps l’amant de l’héroïne), aurait lancé à son défenseur avant d’être fusillé : « Cela m’est égal de mourir. J'ai vécu dix vies, je peux bien en perdre une ! » Peu de temps auparavant, marchant vers le peloton d’exécution, il aurait dit : « On devrait moderniser tout cela — envoyer une belle nana, par exemple, à la place d’un curé. »
La French Connection aurait été financée par l’argent de la Carlingue par l’intermédiaire d’Auguste Ricord, agent de Lafont, arrêté en septembre 1972, jugé et condamné aux États-Unis.[réf. nécessaire]

#### Bande dessinée
- Il était une fois en France, par Fabien Nury et Sylvain Vallée
  - tome 1 : « L'empire de Monsieur Joseph », Glénat 2007
  - tome 2 : « Le vol noir des corbeaux », Glénat 2008
  - tome 3 : « Honneur et Police », Glénat 2009
  - tome 4 : « Aux armes, citoyens ! », Glénat 2010
  - tome 5 : « Le petit juge de Melun », Glénat 2011
  - tome 6 : « La Terre Promise », Glénat 2012

#### Littérature
- La Ronde de nuit (1969), de Patrick Modiano.